# Greatest Hits (álbum de Westlife)
Greatest Hits é o segundo álbum de grandes sucessos da boy band irlandesa Westlife, lançado em 18 de novembro de 2011. Greatest Hits é o álbum do grupo que vem precedido por Unbreakable - The Greatest Hits Vol. 1 de 2002. O álbum é o primeiro do grupo fora da gravadora Syco e sem a tutela de Simon Cowell, tendo deixado a Syco e Cowell em março de 2011. O álbum contém grandes sucessos de singles que abrangem toda a carreira da banda, bem como quatro novas faixas, que inclui o single "Lighthouse", produzido por John Shanks, que precede o lançamento do álbum.

## Sobre o álbum
Foi gravado entre maio e setembro de 2011, com o produtor de Gravity, John Shanks, e os produtores novos como Dan Radclyffe e Martin Boxsta. Em 5 de setembro de 2011, foi confirmado o álbum vai ser intitulado simplesmente como Greatest Hits. O grupo disse: "É quase difícil de acreditar que estamos fazendo isso por enquanto temos. Estamos incrivelmente orgulhosos do que nós conseguimos e estamos ansiosos para lançar o nosso Greatest Hits como um agradecimento especial aos nossos fãs que nos apoiaram ao longo de nossa carreira".  Kian Egan acrescentou: "Nosso álbum de grandes sucessos estará as vendas em breve, e nós temos trabalhado tão duro para juntar quatro ou cinco novas faixas para o álbum. As novas músicas são grandes e estamos todos muito satisfeitos com eles. Nós achamos que os fãs vão amá-los também" Mark Feehily acrescentou: "É um Westlife muito diferente", "Estamos dando os retoques finais para nossas novas músicas".  Nicky Byrne explicou: "Eu estou fazendo um pouco de tudo para ser honesto", "Nós acabamos de voltar do Reino Unido, nós estávamos lá por quatro dias, estávamos no estúdio por quatro ou cinco semanas, mas que terminou há cerca de um mês atrás".  Na China Daily, eles disseram que o Westlife tomou a sua música e carreira para outro nível. "Estamos todos com pelo menos 30 anos de idade. Poderíamos todos ir para casa agora e nós estaríamos bem para o resto de nossas vidas", diz Feehily. "Então, se vamos fazer mais discos, queremos fazê-lo bem, caso contrário, nós não queremos fazê-lo".
O álbum é um conjunto de três discos. Em 4 de setembro de 2011, Amazon.co.uk e Play.com revelou o repertório das edições standard e deluxe, cada lojas de discos têm incluído postais grátis e umas cópias assinadas exclusivamente, respectivamente. Em 8 de setembro de 2011, o link pré-encomenda disse que o álbum já está disponível para 36 países, em sua loja oficial. Em 15 de setembro de 2011, o link pré-encomenda para a edição especial limitada do box set foi anunciado.  É incluído uma edição com 2 CDs e DVD versão deluxe ao lado de um cartaz e fotos exclusivas do grupo e incluiu um photobook (livro com fotos) especial mostrando a incrível jornada do Westlife nos últimos 14 anos, incluindo uma seleção de fotos submetidos de fãs. Como um agradecimento especial para todos o apoio incrível que receberam até agora, o grupo assinou os primeiros 500 exemplares do box set.  A edição do álbum assinado foi esgotado em menos de 24 horas. Antes disso, em agosto de 2011 eles fizeram um concurso para os fãs contribuírem para o box set do Westlife. Eles estavam olhando para fazer um box set especial preenchido com algumas das maiores coisas que você coletou mais de seu tempo como um(a) fã de Westlife. 
| Críticas profissionais | Críticas profissionais |
| Avaliações da crítica  | Avaliações da crítica  |
| Fonte                  | Avaliação              |
| ---------------------- | ---------------------- |
| Entertainment Focus    | [ 9 ]                  |
| Express UK             | [ 10 ]                 |
| Star Magazine          | [ 11 ]                 |
| Trash Lounge           | [ 12 ]                 |

A lista de faixas final para a coletânea deve ser confirmada nas próximas semanas, até outubro de 2011, onde o site sueco CDON.com confirmou a primeira edição com 18 faixas padrão do álbum, enquanto a edição de luxo adicional não foi revelado ainda.  Em 12 de outubro de 2011, o site oficial anunciou a lista de faixas completa. 4Music anunciou a lista de faixas do DVD. Há quatro novas faixas na edição padrão (standard), essas são: "Beautiful World" (escrito por Feehily, Shanks e Ruth-Anne Cunningham), "Open Wide" e "Last Mile of the Way" (co-escrito por Byrne, Filan, Ehrlich Dimitri, Coyle Girelli) e o primeiro single a ser lançado em 14 de novembro de 2011, "Lighthouse".
A sessão fotográfica do álbum aconteceu na África do Sul começando em 16 de setembro de 2011 , simultaneamente com a gravação de vídeoclipe de "Lighthouse".
De acordo com Kian Egan, a gravadora perguntou para o grupo se queriam regravar os vocais no lugar dos vocais de Brian McFadden para a compilação. O grupo rejeitou a ideia dizendo: "queríamos manter fiel aos singles originais" .

## Lista de faixas
| Greatest Hits – Edição padrão |                                       |                                               |         |  |
| N.º                           | Título                                | Compositor(es)                                | Duração |  |
| 1.                            | "Swear It Again" (Radio Edit)         | Wayne Hector, Steve Mac                       | 4:07    |  |
| 2.                            | "If I Let You Go" (Radio Edit)        | Jörgen Elofsson, David Kreuger, Per Magnusson | 3:41    |  |
| 3.                            | "Flying Without Wings"                | Hector, Mac                                   | 3:36    |  |
| 4.                            | "I Have a Dream" (Remix)              | Benny Andersson, Björn Ulvaeus                | 4:15    |  |
| 5.                            | "Against All Odds" (com Mariah Carey) | Phil Collins                                  | 3:21    |  |
| 6.                            | "My Love" (Radio Edit)                | Elofsson, Kreuger, Magnusson, Pelle Nylén     | 3:53    |  |
| 7.                            | "Uptown Girl" (Radio Edit)            | Billy Joel                                    | 3:07    |  |
| 8.                            | "Queen of My Heart" (Radio Edit)      | Hector, Mac, John McLaughlin, Steve Robson    | 4:19    |  |
| 9.                            | "World of Our Own"                    | Hector, Mac                                   | 3:32    |  |
| 10.                           | "Mandy"                               | Scott English, Richard Kerr                   | 3:20    |  |
| 11.                           | "You Raise Me Up"                     | Brendan Graham, Rolf Løvland                  | 3:42    |  |
| 12.                           | "Home"                                | Michael Bublé, Alan Chang, Amy Foster-Gillies | 3:26    |  |
| 13.                           | "What About Now" (2011 Remix)         | Ben Moody, David Hodges, Josh Hartzler        | 4:11    |  |
| 14.                           | "Safe"                                | James Grundler, John Shanks                   | 3:52    |  |
| 15.                           | "Lighthouse"                          | Gary Barlow, Shanks                           | 4:22    |  |
| 16.                           | "Beautiful World"                     | Ruth-Anne Cunningham, Mark Feehily, Shanks    | 3:18    |  |
| 17.                           | "Wide Open"                           | Shane Filan, Nicky Byrne, Feehily, Shanks     | 3:52    |  |
| 18.                           | "Last Mile of the Way"                | Byrne, Filan, Dimitri Ehrlich, Coyle Girelli  | 4:53    |  |
| Duração total:                | Duração total:                        | Duração total:                                | 65:27   |  |

| Greatest Hits – Faixa bônus da edição japonesa |                |                                                             |         |  |
| N.º                                            | Título         | Compositor(es)                                              | Duração |  |
| 19.                                            | "Over and Out" | Ben Earle, Craigie Dodds, John Shanks, Ruth-Anne Cunningham | 3:36    |  |

| Greatest Hits – Disco bônus da edição deluxe |                                                                            |                                                           |         |  |
| N.º                                          | Título                                                                     | Compositor(es)                                            | Duração |  |
| 1.                                           | "Seasons in the Sun"                                                       | Jacques Brel, Rod McKuen                                  | 4:09    |  |
| 2.                                           | "Fool Again"                                                               | Jörgen Elofsson, David Kreuger, Per Magnusson             | 3:54    |  |
| 3.                                           | "What Makes a Man"                                                         | Wayne Hector, Steve Mac                                   | 3:52    |  |
| 4.                                           | "When You're Looking Like That" (Single Remix)                             | Max Martin, Andreas Carlsson, Rami Yacoub                 | 3:53    |  |
| 5.                                           | "Bop Bop Baby" (Single Remix)                                              | Shane Filan, Brian McFadden, Chris O'Brien, Graham Murphy | 4:22    |  |
| 6.                                           | "Unbreakable" (Single Remix)                                               | Elofsson, John Reid                                       | 4:33    |  |
| 7.                                           | "Hey Whatever"                                                             | Hector, Mac, Ken Papenfus, Carl Papenfus                  | 3:34    |  |
| 8.                                           | "Obvious"                                                                  | Carlsson, Pilot, Savan Kotecha                            | 3:33    |  |
| 9.                                           | "When You Tell Me That You Love Me"                                        | John Bettis, Albert Hammond                               | 4:10    |  |
| 10.                                          | "Amazing"                                                                  | Kotecha, Kristian Lundin, Pilot, Jake Schulze             | 2:52    |  |
| 11.                                          | "The Rose"                                                                 | Amanda McBroom                                            | 3:39    |  |
| 12.                                          | "Us Against the World"                                                     | Arnthor Birgisson, Kotecha, Yacoub                        | 4:01    |  |
| 13.                                          | "What About Now" (Live At The O2)                                          | Ben Moody, David Hodges, Josh Hartzler                    | 4:15    |  |
| 14.                                          | "Uptown Girl" (Live At The O2)                                             | Billy Joel                                                | 3:58    |  |
| 15.                                          | "Mandy" (Live At The O2)                                                   | Scott English, Richard Kerr                               | 3:49    |  |
| 16.                                          | "Home" (Live At The O2)                                                    | Michael Bublé, Alan Chang, Amy Foster-Gillies             | 3:40    |  |
| 17.                                          | "Flying Without Wings" (Live From Proms In The Park, 2011)                 | Hector, Mac                                               | 4:28    |  |
| 18.                                          | "You Raise Me Up" (Live From Proms In The Park, 2011 com Fionnuala Sherry) | Brendan Graham, Rolf Løvland                              | 4:51    |  |

| Greatest Hits – DVD bônus da edição deluxe |                                                        |                                                           |         |  |
| N.º                                        | Título                                                 | Compositor(es)                                            | Duração |  |
| 1.                                         | "Swear It Again"                                       | Wayne Hector, Steve Mac                                   | 4:07    |  |
| 2.                                         | "If I Let You Go"                                      | Jörgen Elofsson, David Kreuger, Per Magnusson             | 3:41    |  |
| 3.                                         | "Flying Without Wings"                                 | Hector, Mac                                               | 3:36    |  |
| 4.                                         | "I Have a Dream"                                       | Benny Andersson, Björn Ulvaeus                            | 4:15    |  |
| 5.                                         | "Seasons in the Sun"                                   | Jacques Brel, Rod McKuen                                  | 4:09    |  |
| 6.                                         | "Fool Again"                                           | Jörgen Elofsson, David Kreuger, Per Magnusson             | 3:54    |  |
| 7.                                         | "Against All Odds" (com Mariah Carey)                  | Phil Collins                                              | 3:21    |  |
| 8.                                         | "My Love"                                              | Elofsson, Kreuger, Magnusson, Pelle Nylén                 | 3:53    |  |
| 9.                                         | "What Makes a Man"                                     | Wayne Hector, Steve Mac                                   | 3:52    |  |
| 10.                                        | "I Lay My Love on You"                                 | Jörgen Elofsson, Per Magnusson, David Kreuger             | 3:29    |  |
| 11.                                        | "Uptown Girl"                                          | Billy Joel                                                | 3:07    |  |
| 12.                                        | "When You're Looking Like That"                        | Max Martin, Andreas Carlsson, Rami Yacoub                 | 3:53    |  |
| 13.                                        | "Queen of My Heart"                                    | Hector, Mac, John McLaughlin, Steve Robson                | 4:19    |  |
| 14.                                        | "World of Our Own"                                     | Hector, Mac                                               | 3:32    |  |
| 15.                                        | "Angel"                                                | Sarah McLachlan                                           | 4:22    |  |
| 16.                                        | "Bop Bop Baby"                                         | Shane Filan, Brian McFadden, Chris O'Brien, Graham Murphy | 4:22    |  |
| 17.                                        | "Unbreakable"                                          | Elofsson, John Reid                                       | 4:33    |  |
| 18.                                        | "Tonight"                                              | Steve Mac, Wayne Hector, Jorgen Elofsson                  | 4:34    |  |
| 19.                                        | "Miss You Nights"                                      | Dave Townsend                                             | 3:09    |  |
| 20.                                        | "Hey Whatever"                                         | Hector, Mac, Ken Papenfus, Carl Papenfus                  | 3:34    |  |
| 21.                                        | "Mandy"                                                | Scott English, Richard Kerr                               | 3:20    |  |
| 22.                                        | "Obvious"                                              | Carlsson, Pilot, Savan Kotecha                            | 3:33    |  |
| 23.                                        | "Ain't That a Kick in the Head"                        | Sammy Cahn, Jimmy Van Heusen                              | 2:27    |  |
| 24.                                        | "Smile"                                                | Charles Chaplin, Geoffrey Parsons, John Turner            | 2:50    |  |
| 25.                                        | "You Raise Me Up"                                      | Brendan Graham, Rolf Løvland                              | 3:42    |  |
| 26.                                        | "When You Tell Me That You Love Me" (com Diana Ross)   | John Bettis, Albert Hammond                               | 4:10    |  |
| 27.                                        | "Amazing"                                              | Kotecha, Kristian Lundin, Pilot, Jake Schulze             | 2:52    |  |
| 28.                                        | "The Rose"                                             | Amanda McBroom                                            | 3:39    |  |
| 29.                                        | "Home"                                                 | Michael Bublé, Alan Chang, Amy Foster-Gillies             | 3:26    |  |
| 30.                                        | "Us Against the World"                                 | Arnthor Birgisson, Kotecha, Yacoub                        | 4:01    |  |
| 31.                                        | "Something Right"                                      | Arnthor Birgisson, Rami Yacoub, Savan Kotecha             | 3:14    |  |
| 32.                                        | "What About Now"                                       | Ben Moody, David Hodges, Josh Hartzler                    | 4:11    |  |
| 33.                                        | "Safe"                                                 | James Grundler, John Shanks                               | 3:52    |  |
| 34.                                        | "Swear It Again (US Version)" (Vídeoclipe americano)   | Wayne Hector, Steve Mac                                   | 4:07    |  |
| 35.                                        | "World of Our Own (US Version)" (Vídeoclipe americano) | Hector, Mac                                               | 3:32    |  |

## Desempenho nas paradas
| Parada (2011)      | Posição mais alta | Certificação |
| ------------------ | ----------------- | ------------ |
| Irish Album Chart  | 1                 | —            |
| UK Albums Chart    | 4                 | —            |
| Dutch Albums Chart | 64                | —            |
| Swiss Albums Chart | 96                | —            |

## Histórico de lançamento
| País          | Data de lançamento     | Nº do catálogo |
| ------------- | ---------------------- | -------------- |
| Irlanda       | 18 de novembro de 2011 | —              |
| Reino Unido   | 21 de novembro de 2011 | 88697928422    |
| África do Sul | 21 de novembro de 2011 |                |
| Portugal      | 21 de novembro de 2011 | —              |
| México        | 18 de novembro de 2011 | —              |

Lançamento importado
| País           | Data de lançamento     | Nº do catálogo |
| -------------- | ---------------------- | -------------- |
| Japão          | 22 de novembro de 2011 | 88697971882    |
| Canadá         | 29 de novembro de 2011 | —              |
| Tailândia      | 29 de novembro de 2011 | —              |
| Estados Unidos | 27 de dezembro de 2011 | —              |